# Sichererstraße (Heilbronn)
Die Sichererstraße liegt im Norden der Innenstadt von Heilbronn und verbindet die Paul-Göbel-Straße im Osten mit der Schaeuffelenstraße im Westen, wobei sie westlich der Schaeuffelenstraße noch einen Bogen nach Süden zur Dammstraße macht. Sie wurde 1972 nach dem Heilbronner Arzt Philipp Sicherer (1803–1861) benannt, der aus einer Heilbronner Apothekerfamilie stammte (Sicherer’sche Apotheke).

## Bauwerke
- In der Sichererstraße 3 befand sich von 1949 bis 1989 die Fröhlich Gesellschaft für Estrichverlegung und Böden mbH.
- In der Sichererstraße 9 befinden sich Stolpersteine für die Familie Hahn, Familie Mandellaub und für Therese Böhm, die im ehemaligen Vorgängerbau Sichererstraße 11 gewohnt haben.[3]
- Im ehemaligen Reihenhaus Nr. 10 bis 12 befand sich das Wohnhaus der Fa. Gustav Schaueffelen, dessen Architekt Alfred Volz war.[4]
- Im Vorgängerbau Nr. 15 Ecke Paulinenstraße 35 stand ab 1904/05 ein Doppelwohnhaus mit Bäckerei, dessen Architekt Friedrich Schneider war.[5] Vor dem heutigen Bauwerk befindet sich seit 2018 ein Stolperstein für Selma Mayer.[6][7]
- Im Vorgängerbau Nr. 17 Ecke Nordbergstraße 34 befand sich ein Doppelwohnhaus, das nach dem Zweiten Weltkrieg mit dem Berufsschulzentrum überbaut wurde.[8]
- In der Sichererstraße 22 befindet sich ein Stolperstein für Hermann Baden.[9]
- In der Nr. 30 stand vormals ein Wohnhaus des Bauunternehmers Julius Hagenmayer.[10] Vor dem Nachkriegsgebäude befindet sich ein Stolperstein für die ehemalige Bewohnerin Julie Herz.[11]
- Im Vorgänger-Doppelwohnhaus Nr. 31 Ecke Gartenstraße 81 befand sich eine Wirtschaft mit Laden.[12]
- In der Nr. 52 Ecke Nordbergstraße 27 befand sich ab 1863 die Papiergroßhandlung Carl Berberich GmbH.
- In der Nr. 58 befindet sich seit 1877 das Familienzentrum Olgakrippe. 2010 wurde ein Neubau eingeweiht und das Kindertagesheim durch das Early Excellence Centre als Anlaufstelle für Bewohner der Nordstadt erweitert.
- In der Nr. 66 befand sich von 1963 bis 2004 die Gaststätte Sichererquelle Heilbronn.
- In der Nr. 94 befand sich ab 1898 über mehrere Generation der Friseursalon Schön, dessen Haus am 4. Dezember 1944 zerstört und danach wiederaufgebaut wurde.
- In der Nr. 96 befand sich von 1980 bis 1996 der Naturkostladen Lebenslust und später als Erweiterung die Buchhandlung Leselust.
- In der Sichererstraße Ecke Wartbergstraße befindet sich ein Großkeramik-Plastik von Lee Babel.